# (7724) Moroso
(7724) Moroso est un astéroïde de la ceinture principale.

## Description
(7724) Moroso est un astéroïde de la ceinture principale. Il fut découvert le 24 juillet 1970 à El Leoncito par l'observatoire Félix-Aguilar. Il présente une orbite caractérisée par un demi-grand axe de 2,26 UA, une excentricité de 0,22 et une inclinaison de 4,8° par rapport à l'écliptique.

## Compléments